# سفارة أذربيجان في كازاخستان
سفارة أذربيجان في كازاخستان هي أرفع تمثيل دبلوماسي لدولة أذربيجان لدى كازاخستان. تقع السفارة في وهي تهدف لتعزيز المصالح الأذربيجانية في كازاخستان.

## وصلات خارجية
- قائمة سفارات أذربيجان
- قائمة السفارات في كازاخستان